# Prêmio Quem de melhor revelação
O Prêmio Quem de melhor revelação é um dos prêmios oferecidos durante a realização do Prêmio Quem de Televisão realizado pela Revista Quem, destinado à melhor revelação da televisão brasileira.

## Vencedores e indicados
| Ano  | Vencedores                            | Indicados |
| ---- | ------------------------------------- | --- |
| 2010 | Adriana Birolli - (Viver a Vida)      | - Carol Macedo - (Passione) - Clara Tiezzi - (Ti Ti Ti) - Fiuk - (Malhação ID) - Klara Castanho - (Viver a Vida) - Mario José Paz - (Viver a Vida) |
| 2011 | Rodrigo Andrade - (Insensato Coração) | - Anderson Di Rizzi - (Morde & Assopra) - Wendell Bendelack - (Insensato Coração) - Klebber Toledo - (Morde & Assopra) - Bruna Linzmeyer - (Insensato Coração) - Giovanna Lancellotti - (Insensato Coração) - Rodrigo Sant' Anna - (Zorra Total) - Thalita Carauta - (Zorra Total) |
| 2012 | Daniel Rocha - (Avenida Brasil)       | - Cacau Protásio - (Avenida Brasil) - José Loreto - (Avenida Brasil) - Letícia Isnard - (Avenida Brasil) - Mel Maia - (Avenida Brasil) - Rodrigo Pandolfo - (Cheias de Charme) - Titina Medeiros - (Cheias de Charme) |
| 2013 | Tatá Werneck - (Amor à Vida)          | - Dani Moreno - (Salve Jorge) - Felipe Titto - (Amor à Vida) - JP Rufino - (Além do Horizonte) - Larissa Manoela - (Carrossel) - Luma Costa - (Pé na Cova) - Maria Casadevall - (Amor à Vida) - Nanda Costa - (Salve Jorge) - Sabrina Korgut - (Pé na Cova) |
| 2014 | Nando Rodrigues - (Em Família)        | - Antonio Saboia - (Em Família) - Bruno Fagundes - (Meu Pedacinho de Chão) - Chay Suede - (Império) - Dani Barros - (Império) - Gabriel Sater - (Meu Pedacinho de Chão) - Jesuíta Barbosa - (O Rebu) - Paula Barbosa - (Meu Pedacinho de Chão) - Rafael Losso - (Império) |
| 2015 | Camila Queiroz - (Verdades Secretas)  | - Agatha Moreira - (Verdades Secretas) - Carla Cristina Cardoso - (A Regra do Jogo) - Emilio Dantas - (Além do Tempo) - Frank Menezes - (I Love Paraisópolis) - Ghilherme Lobo - (Sete Vidas) - João Cortes - (Os Experientes) - João Vítor Silva - (Verdades Secretas) - Júlia Rabello - (A Regra do Jogo) - Karine Telles - (A Regra do Jogo) - Letícia Lima - (A Regra do Jogo) - Luisa Arraes - (Babilônia) |
| 2016 | Lucy Alves - (Velho Chico)            | - Giovanna Grigio - (Êta Mundo Bom!) - Giulia Buscacio - (Velho Chico) - João Baldasserini - (Haja Coração) - Larissa Manoela - (Cúmplices de um Resgate) - Renato Góes - (Velho Chico) |